# アントワネット (お笑い)
アントワネットは、ワタナベエンターテインメントに所属していた日本のお笑いコンビ。

## 来歴
山口のみワタナベコメディスクール13期（2010年10月入学、2011年9月卒業）出身。結成は2013年4月。
M-1グランプリ2016では準々決勝進出。翌2017年のM-1グランプリでも準々決勝まで進出。2018年1月1日放送の『ぐるナイおもしろ荘』（日本テレビ）で準優勝。
2人の出会いは学生芸人が出演する大学お笑いライブ。事務所に所属できないまま養成所を卒業し、ツッコミができる相方を探していた山口が加藤パーチク（元門出ピーチクパーチク）の紹介で小澤を誘いコンビ結成。その時2人は顔見知り程度の仲でしかなく、お互いどんな人間なのか特に知らないままコンビを組んだ。コンビを結成して2週間、ワタナベエンターテインメントの事務所ライブ「NEWCOMER!」に出演したところ一発で所属が決まる。
2022年3月いっぱいで解散することをお互いのTwitterで発表。解散後、山口は「生田いく」と改名し、柳原聖（元カルマライン、スペシャルワン）とのコンビ「デンコーセッカ」で活動。小澤は太田プロダクション所属の車椅子芸人・車太郎と事務所越境コンビ「ブレード・ランナー」を同年7月に結成。M-1グランプリ2022準々決勝進出。

## メンバー
山口 いく（やまぐち いく、1989年4月28日（36歳） -）
- ボケ担当[7]。
- 身長169cm。
- 神奈川県川崎市出身[8]。
- 日本大学第三高等学校、日本大学文理学部英文学科卒業[8]。
- お笑いサークル・日本大学文理学部落語研究会出身[9]。同サークルの後輩にフランスピアノがいる[10]。
- 自称「お笑い界のprince」「王子」[11]。
- 特技はバドミントン（中学生時代に神奈川県大会でベスト16進出の経験あり[12]）、ラブなぞなぞ[13]。趣味は温泉、スーパー銭湯、デートプランを考えること、ロマンチックな台詞をノートに控えておくこと[14]。筋トレ。
- Mr.Childrenのファン[15]。恋愛トークが好き[15]。
- 学生時代は幼稚園からの幼馴染である山本ズバーン（元ヤマダイラー）とコンビを組み、ワタナベコメディスクール時代は男女コンビで活動していた（卒業と同時に解散）。
- サンリオキャラクターが好きで、平井“ファラオ”光（馬鹿よ貴方は）や俳優の増本健一と共に「芸能サンリオ部」を結成している。一推しのキャラクターはリトルフォレストフェロォ。2019年7月28日には念願が叶って、サンリオピューロランドでのイベント「サンリオおじさんの推し事～芸能サンリオ部(非公式)First impact～」を「芸能サンリオ部」のメンバーで開催。[16]
- ストレッチーズの高木貫太が大好きで、「好きピ」「愛後輩（まなこうはい）」など様々な愛称で高木を呼ぶ。誕生日にBluetoothイヤホンをプレゼントしたり、山口の実家で一緒に花火を見たこともある。高木のことが好きすぎて会うのを我慢する「休貫日」を設けている。
- 厚底の靴をよく履いている。

小澤 優人（おざわ ゆうと、1991年6月23日（34歳） -）
- ツッコミ担当[7]。
- 身長158cm。
- 東京都出身。
- 東京福祉大学教育学部卒業。[17]
- 愛称はざわお。
- 動物好きで[15]。上野動物園、すみだ水族館、サンシャイン水族館、アクアパーク品川の年間パスポートを持っている[18]。趣味はディズニーアニメ観賞、上野動物園散策、東京ディズニーリゾートに行くこと、酒[14]。
- 中学校ではガーデニング部、高校では演劇部に所属していた。
- 学生時代に組んでいたお笑いコンビ「はりねずみ」では『学生才能発掘バラエティ 学生HEROES!』「漫才を愛する学生芸人No.1決定戦」決勝に進み、審査員特別賞を受賞。
- トンツカタンの森本晋太郎と鳥山大介によるライブ配信「おこたしゃべり」の大ファンで、TO（トップオブおこたー）を自称。イベントにも度々出演している。
- アルバイトはスーパーのレジ打ち。アルバイト中の日常やハプニングを『ドラゴンボール』の次回予告風に綴った「#レジ打ち次回予告」をTwitterで投稿中（Twitterアカウント：レジ打つ小澤）。
2019年8月28日、思い切り伸びをした拍子にレジ打ちの命である手首を剥離骨折し、全治1ヶ月と診断された[19]。さらに骨折した左手首を河本太（ウエストランド）に強く握られ、たいした笑いもなくただニヤニヤされるという仕打ちを受ける[20]。
- 「涙腺柴田理恵」と称されるほど涙もろく、養成所時代から面倒を見ていた後輩がライブで活躍しているだけでも泣き、成岡（元海獣クラブ）の歌を聞いただけでも泣ける。ライブの打ち上げの帰り道で突然泣き出したこともあり、周囲の芸人を不安にさせたこともある。

## 芸風
最初期は正統派漫才をしていたが、小澤が「山口の女子力の高さを活かさない手はない」と思い立ち、山口を王子様キャラとしての漫才に転向。山口が色々と王子様のトリセツを解説し、これに小澤が半ば呆れた感じでツッコむというスタイルの漫才を多く披露していた。小澤はこのスタイルについて「猛獣使いのような気分」と話している。しかしこのスタイルは2019年頃にやめ、山口がダジャレを連発するおじさんキャラの漫才へと変化した。

## 賞レース成績
| 年度             | 結果         | 会場                          | 日程     | エントリー No. |
| ---------------- | ------------ | ----------------------------- | -------- | -------------- |
| 2015年（第11回） | 2回戦進出    | [東京] 雷5656会館ときわホール | 10月15日 | 3079           |
| 2016年（第12回） | 準々決勝進出 | [東京] NEW PIER HALL          | 11月6日  | 415            |
| 2017年（第13回） | 準々決勝進出 | [東京] 浅草公会堂             | 11月3日  | 1168           |
| 2018年（第14回） | 3回戦進出    | [東京] ルミネtheよしもと      | 10月17日 | 1449           |
| 2019年（第15回） | 2回戦進出    | [東京] 雷5656会館ときわホール | 11月9日  | 2680           |
| 2020年（第16回） | 2回戦進出    | [東京] よしもと有楽町シアター | 11月4日  | 1737           |
| 2021年（第17回） | 準々決勝進出 | [東京]ルミネtheよしもと       | 11月17日 | 324            |

| 年度             | 結果      | 会場                      | 日程    |
| ---------------- | --------- | ------------------------- | ------- |
| 2015年（第8回）  | 2回戦進出 | [東京] 明治安田生命ホール | 8月19日 |
| 2016年（第9回）  | 2回戦進出 | [東京] きゅりあんホール   | 8月12日 |
| 2017年（第10回） | 不参加    | 不参加                    | 不参加  |
| 2018年（第11回） | 不参加    | 不参加                    | 不参加  |
| 2019年（第12回） | 2回戦進出 | [東京] きゅりあん小ホール | 8月1日  |
| 2020年（第13回） | 2回戦進出 | [東京] きゅりあん小ホール | 7月29日 |

| 年度            | 結果       | 会場                                      | 日程    |
| --------------- | ---------- | ----------------------------------------- | ------- |
| 2016年（第1回） | 決勝進出   | 渋谷区文化総合センター大和田 伝承ホール   | 2月4日  |
| 2017年（第2回） | 決勝進出   | 新宿明治安田生命ホール                    | 2月23日 |
| 2018年（第3回） | 準決勝進出 | 表参道GROUND                              | 1月14日 |
| 2019年（第4回） | 準決勝進出 | 表参道GROUND                              | 1月13日 |
| 2020年（第5回） | 準決勝進出 | 北沢タウンホール                          | 1月13日 |
| 2021年（第6回） | 決勝進出   | 渋谷区文化総合センター大和田 さくらホール | 2月15日 |

- 2018年 ぐるナイおもしろ荘 - 準優勝[4]
- 2018年 あなたが選ぶ!お笑いハーベスト大賞2018 - 本選進出[38]

## 出演

### テレビ
- 前略、西東さん（中京テレビ放送）
- 有田ジェネレーション（TBS）- 2016年6月21日、28日
- お笑いトレンディ夜会（BS朝日）
- 新春さんま総選挙2017 → 明石家地下王国（TBS）- 2017年1月3日、7月12日
- 新shock感（テレビ東京）- 2017年10月1日、2018年2月11日、2019年8月3日
- 特捜警察ジャンポリス（テレビ東京）- 2017年5月28日、6月17日
- ネプ&ローラの爆笑まとめ!（TBS）- 2016年10月24日、2017年4月1日
- ぐるぐるナインティナイン（日本テレビ）- 2018年1月28日
  - ぐるナイおもしろ荘（日本テレビ）- 2018年1月1日
- ♯日本で一番かわいい女の子をこの番組が、決めちゃうゾTV（AbemaTV）
- にちようチャップリン（テレビ東京）- 2018年6月11日
- ウチのガヤがすみません!（日本テレビ）- 2019年1月8日
- ネタパレ（フジテレビ） - 2019年11月6日、2020年1月1日

### ラジオ
- マイナビ Laughter Night（TBSラジオ）- 2017年11月17日[39]、2018年7月27日[40]、2020年8月21日[41]